# Muhammet Atalay
Muhammet Atalay, né le 15 mai 1989, est un coureur cycliste turc.

## Palmarès

### Par année
- 2011
  - 4e étape du Tour de Trakya
- 2013
  - 3e du championnat de Turquie du contre-la-montre[n 1]
- 2015
  - 3e du Tour de la mer Noire
- 2018
  - 2e du championnat de Turquie du contre-la-montre
  - 2e du championnat de Turquie sur route
- 2019
  - 3e du Challenges de la Marche verte - Grand Prix Sakia El Hamra

### Classements mondiaux
| Année           | 2011 | 2012 | 2013 | 2014 | 2015 | 2016   |
| --------------- | ---- | ---- | ---- | ---- | ---- | ------ |
| UCI Europe Tour | 947e | 958e |      |      | 555e | 1 041e |